# RS-848
Pour les articles homonymes, voir Route 848.
La RS-848 est une route locale du Nord-Ouest de l'État du Rio Grande do Sul reliant la municipalité de Fortaleza dos Valos à la BR-481. Elle dessert cette seule commune et est longue de 23,320 km.